# Ґура (Мендзиходський повіт)
Ґура (пол. Góra) — село в Польщі, у гміні Серакув Мендзиходського повіту Великопольського воєводства.
Населення — 183 особи (2011).
У 1975-1998 роках село належало до Познанського воєводства.

## Демографія
Демографічна структура станом на 31 березня 2011 року:
|          | Загалом | Допрацездатний вік | Працездатний вік | Постпрацездатний вік |
| -------- | ------- | ------------------ | ---------------- | -------------------- |
| Чоловіки | 89      | 17                 | 65               | 7                    |
| Жінки    | 94      | 15                 | 61               | 18                   |
| Разом    | 183     | 32                 | 126              | 25                   |